# David Llorente
David Llorente Oller (Madrid, 8 de marzo de 1973) es un escritor y dramaturgo español afincado en Praga.

## Biografía
David Llorente Oller creció en el barrio madrileño de Carabanchel. Publicó su primera novela, Kira, que fue galardonada con el II Premio Francisco Umbral de Novela Corta, en 1998, mientras cursaba sus estudios de Filología Hispánica en la Universidad Complutense de Madrid. 
Su segunda novela, El bufón, obtuvo en el año 2000 el premio Ramón J. Sender de Narrativa.
En el año 2002 se trasladó a residir a la República Checa para trabajar como profesor de Lengua y Literatura española en el centro bilingüe Gymnázium Budějovická de Praga.
Su experiencia en la capital checa queda reflejada en su tercera novela, Ofrezco morir en Praga, publicada en 2008.
Su cuarta novela, ya en formato bilingüe español-checo, se titula De la mano del hermano muerto / Ruku v ruce s mrtvým bratrem y fue publicada en el año 2011.
Te quiero porque me das de comer, su quinta novela, fue seleccionada por el diario ABC como una de las mejores novelas del año 2014
 y premiada en la Semana Negra de Gijón de 2015. Se trata de una novela negra, con la que Llorente solo pretendía escribir un cuento sobre Carabanchel y tejió una narración alrededor de una asesino en serie, con una arriesgada estructura narrativa, en la que circulan una gran cantidad de personajes con su capacidad de sufrir o de generar sufrimiento.
Su sexta novela, Madrid: Frontera, recibió el premio Dashiell Hammett 2017 en la Semana Negra de Gijón. Recientemente ha sido traducida al francés y será publicada en el otoño de 2018 por la editorial francesa 11-13 Éditions.
Colabora regularmente con la revista Fiat Lux, dedicada al género negro. Sus relatos, extraídos de la novela Te quiero porque me das de comer, se publicaron con ilustraciones de Miguel Navia.
David dirigió, desde su llegada a Praga, un grupo de teatro en español, que cada año representaba una obra escrita por él mismo. Una parte de su producción teatral está recopilada en el libro Los árboles dormidos, publicado en 2009. 
Además, trabaja ocasionalmente como traductor del checo al español.

## Novelas
- Kira. Premio Francisco Umbral de Novela Corta. Editorial Zócalo. Zaragoza. 1998.
- El bufón. Premio Ramón J. Sender de Narrativa. Editorial Zócalo. Zaragoza. 2000.
- Ofrezco morir en Praga. Editorial Onagro. Zaragoza. 2008.
- De la mano del hermano muerto / Ruku v ruce s mrtvým bratrem. Editorial Protis. Praga. 2011.
- Te quiero porque me das de comer. Premio Memorial Silverio Cañada a la mejor primera novela de género negro. Editorial Alrevés. Barcelona. 2014.
- Madrid: frontera. Premio Hammett 2017 de la Semana Negra de Gijón,[5] Premio Premio Valencia Negra 2016 a la mejor novela del año.[6] Editorial Alrevés. 2016.
- Europa. Editorial Alrevés. 2019.

## Teatro
- Los cisnes de Chernóbil, Ediciones Antígona. 2017.
- Roja Caperucita, Ediciones Antígona. 2015.
- Los árboles dormidos (editorial Protis, Praga, 2009). Esta edición incluye las siguientes obras:
  - El héroe, 2004.
  - La última flecha de Cupido, 2005.
  - Una de miedo, 2006.
  - El manicomio, 2007.
  - Don Juan (versión 8.0), 2008.
  - Godot o la muerte no tiene la última palabra, 2009.

### Obras no editadas
- Gregor Samsa, 2010.
- Cocoliche, 2011.
- Las tres hijas de Krapp, 2011.
- Catalepsia, 2014.
- Los funcionarios, 2014.
- Blue Magic, 2015.
- El Gran Rodrigo, 2016.
- Animal de compañía, 2017.